# Органічна архітектура

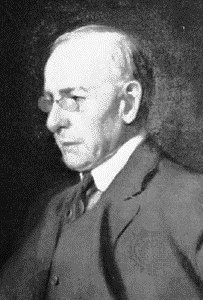
Луїс Салліван

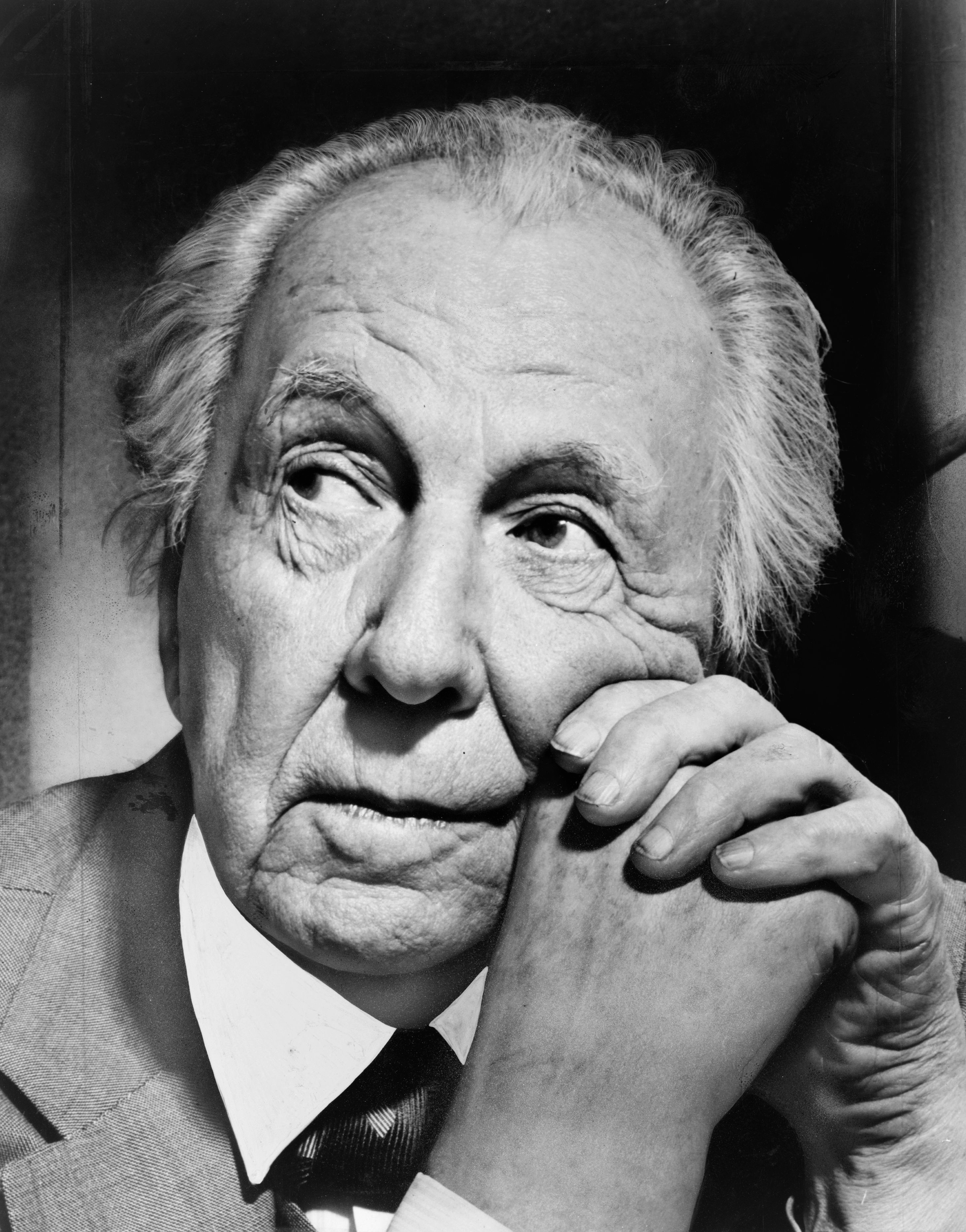
Френк Ллойд Райт

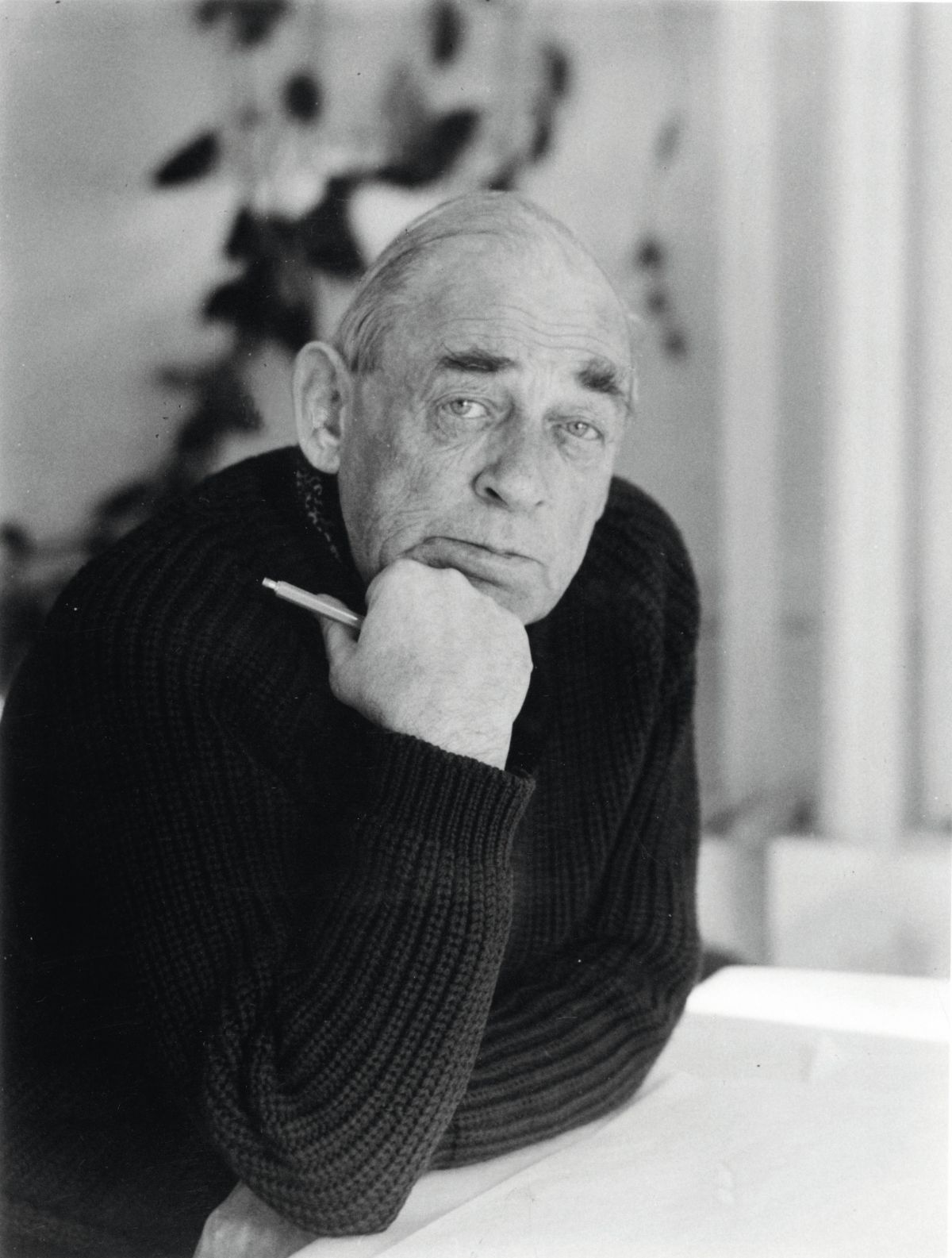
Алвар Аалто

Органічна архітектура — течія архітектурної думки, уперше сформульована Луїсом Саллівеном на основі положень еволюційної біології в 1890-ті роки і якнайповніше втілена в працях його послідовника Френка Ллойда Райта в 1920-ті — 1950-ті роки.

## Риси стилю
На противагу функціоналізму, органічна архітектура вбачає своє завдання у створенні будівель і споруд, що розкривають властивості природних матеріалів і органічно вписані в навколишній ландшафт. Прибічник ідеї безперервності архітектурного простору, Райт пропонував підвести рису під традицією нарочитого виділення будівлі і її складових частин з навколишнього світу, що домінувала в західній архітектурній думці з часів Палладіо. На його думку, форма будівлі повинна кожного разу витікати з її специфічного призначення і тих унікальних умов середовища, в яких вона зводиться й існує. У практичному плані, спроектовані Райтом «Будинки прерій» служили природним продовженням природного довкілля, подібно до еволюційної форми природних організмів.
Найбільш впливовим представником органічної архітектури в Європі був фін Алвар Аалто. Індивідуалізм органічної архітектури неминуче вступав у протиріччя з потребами сучасного урбанізму, і не дивно, що основними пам'ятниками цього напряму стали заміські особняки для заможних оригіналів, любителів сучасного мистецтва.
У 1950-ті роки і Аалто, і Райт стали відходити від органічної архітектури і в цілому перейшли до проектування будівель у більш універсальному, інтернаціональному стилі. Відродження інтересу до органічної архітектури на початку XXI століття пов'язано із становленням естетики біо-теку, яка, на відміну від Райта, визнає можливість і значущість прямих зовнішніх аналогій архітектурних форм з формами органічної природи.

## Видатні представники
- Френк Ллойд Райт
- Луїс Саллівен
- Ганс Шарун
- Фрай Отто

## Фототека

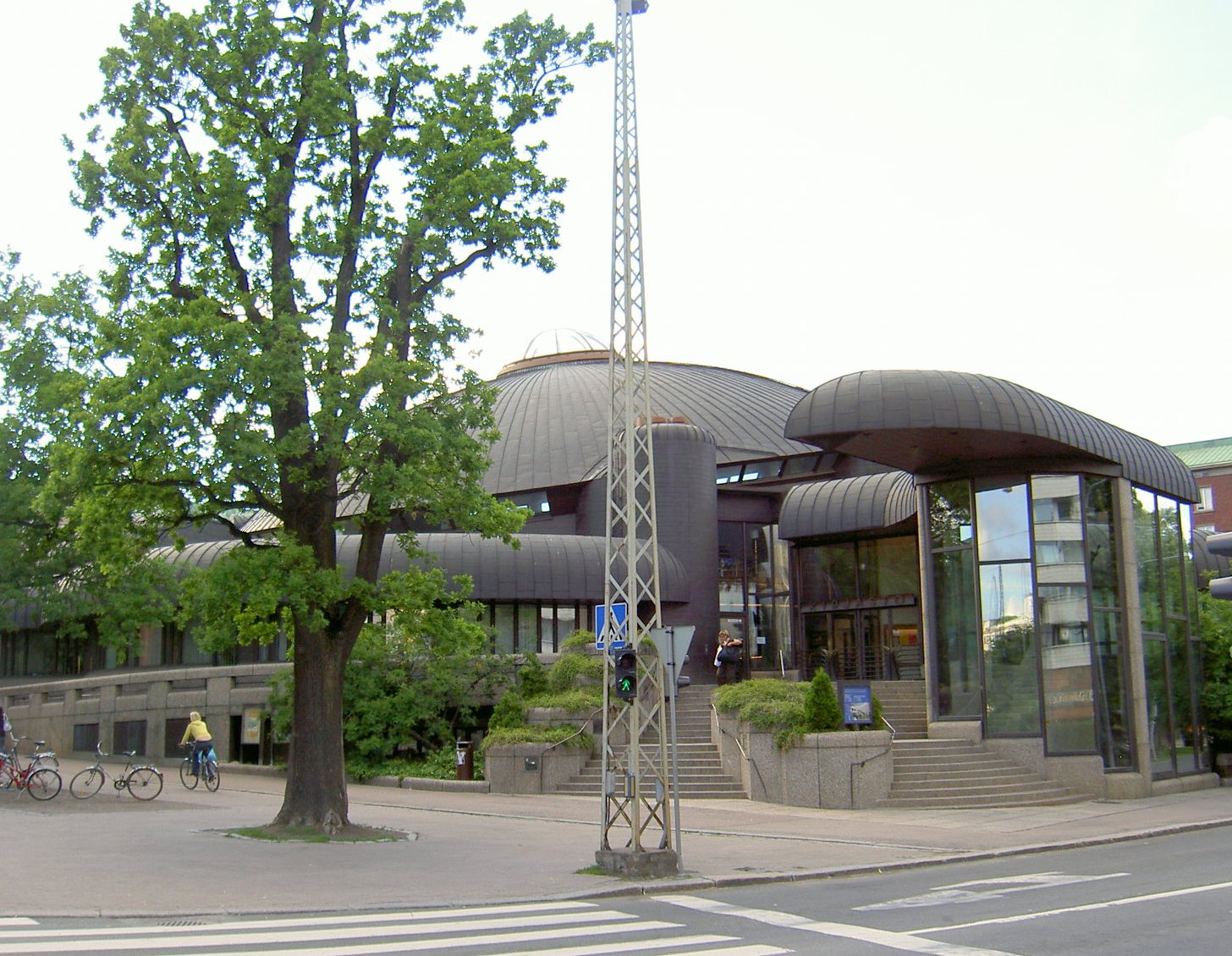
Арх. Рейма Пієтіля. Міська бібліотека Метсо (Тампере), Фінляндія.

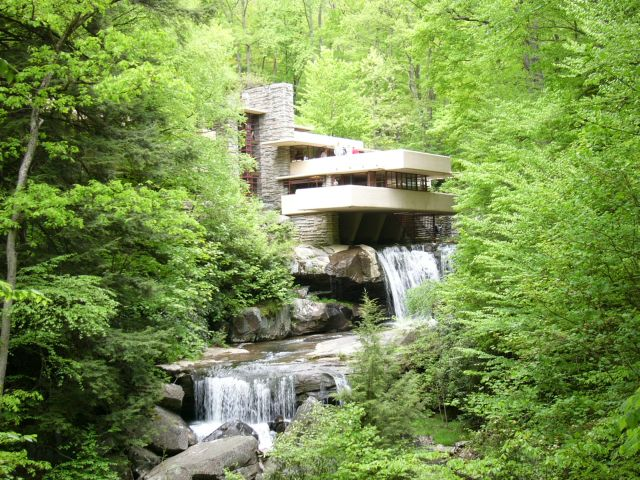
Арх. Френк Ллойд Райт. 1935 р., Будинок над водоспадом або Резиденція Кауфмана, неподалік міста Піттсбург, Пенсільванія, США
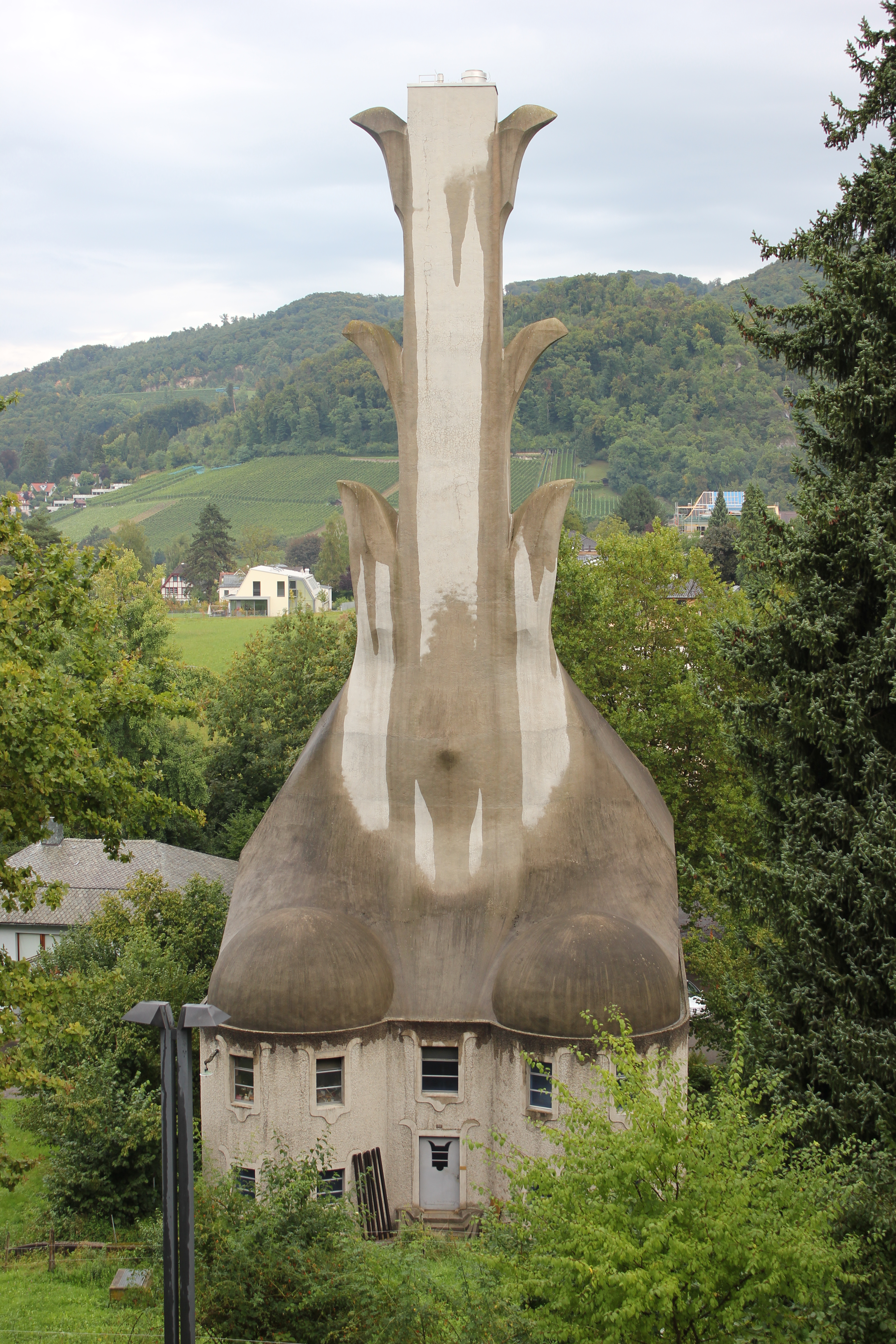
Хейсхаус неподалік Гетеанума (котельна споруда), 1915 р.
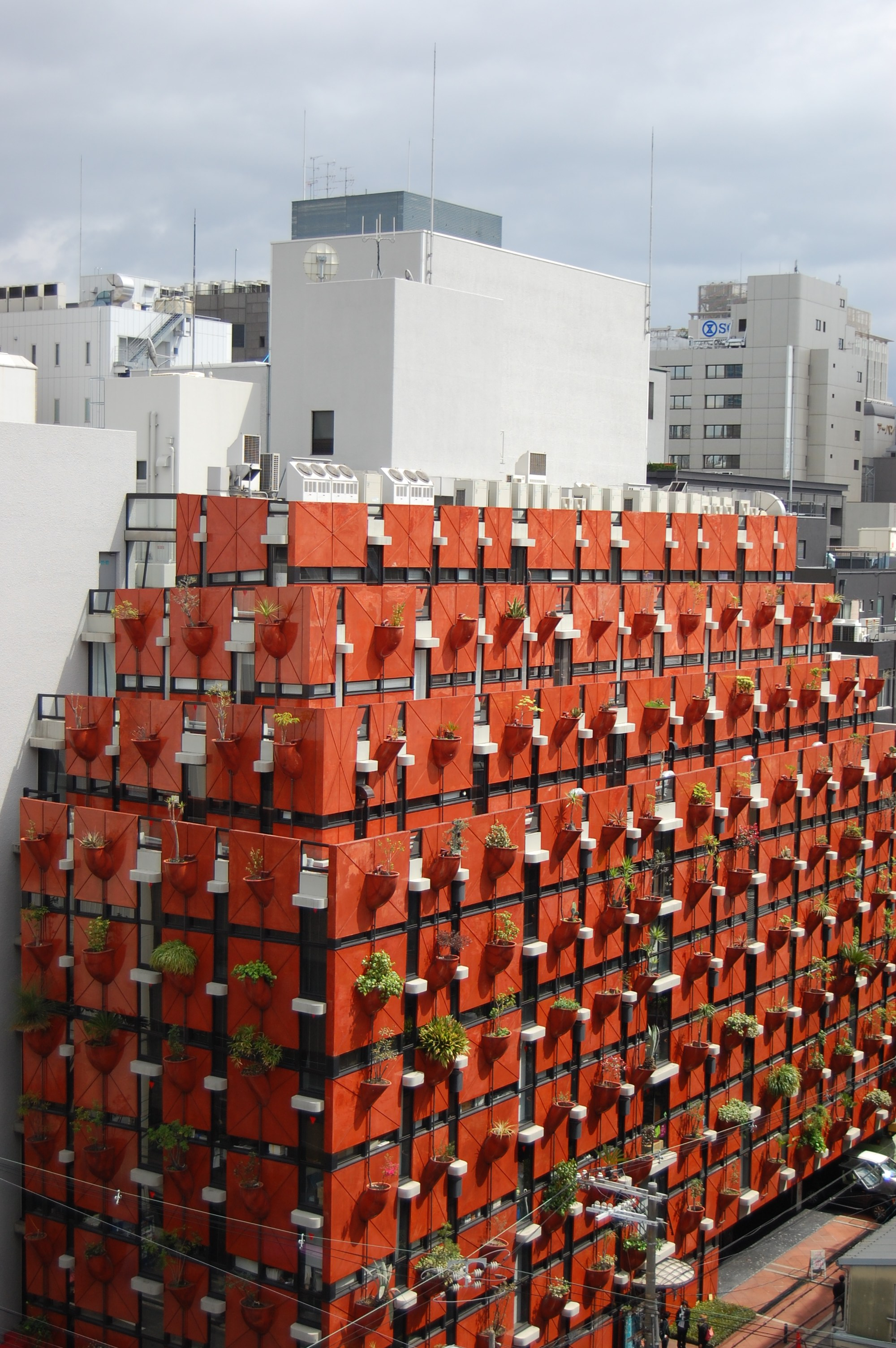
Арх. Гаетано Реске. Будинок в стилі органічної архітектури, 1993 р., Осака, Японія.
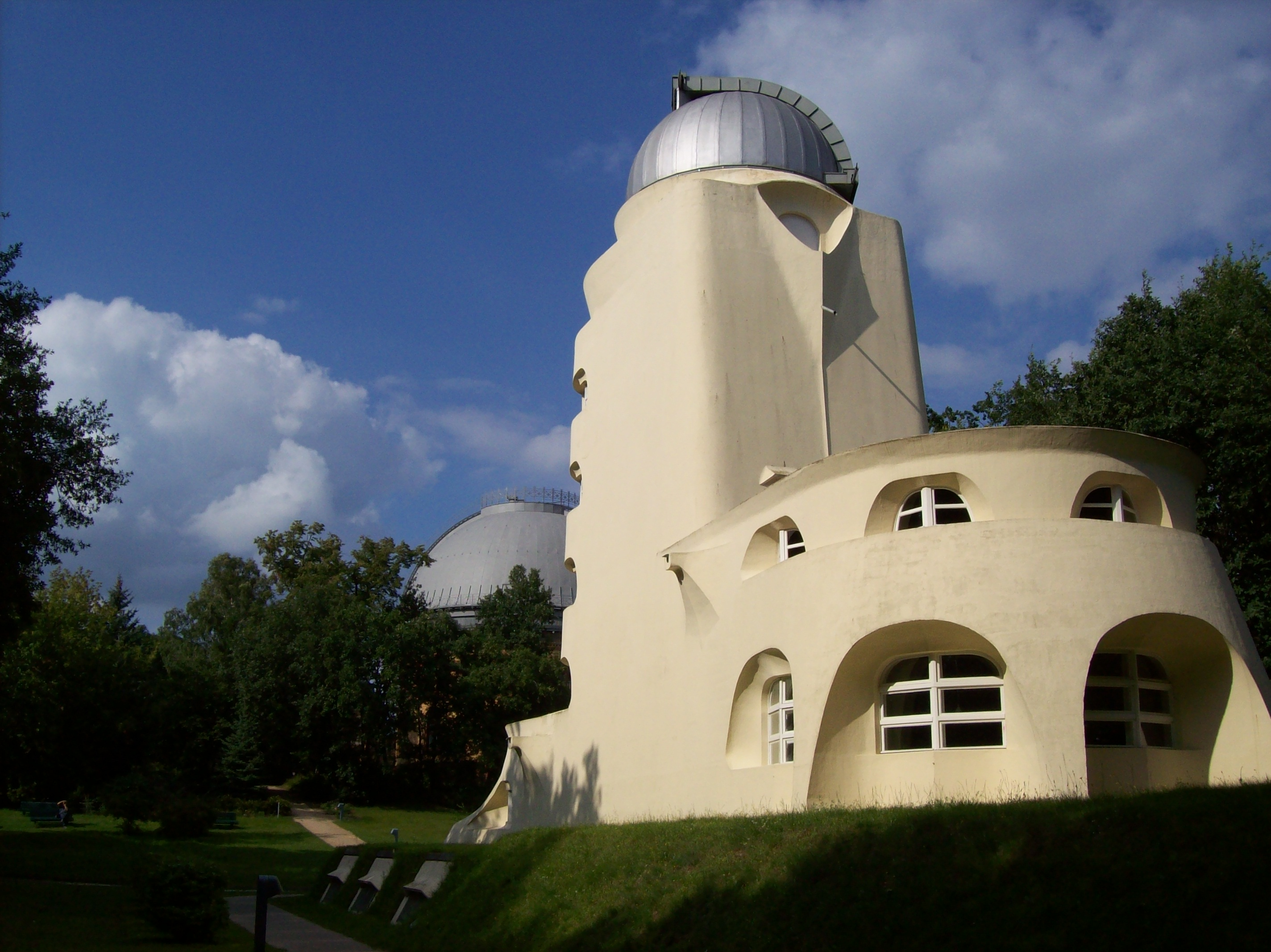
Арх. Еріх Мендельсон, проєкт 1917 р., автрофізична лабораторія «Вежа Ейнштейна». Потсдам, Німеччина
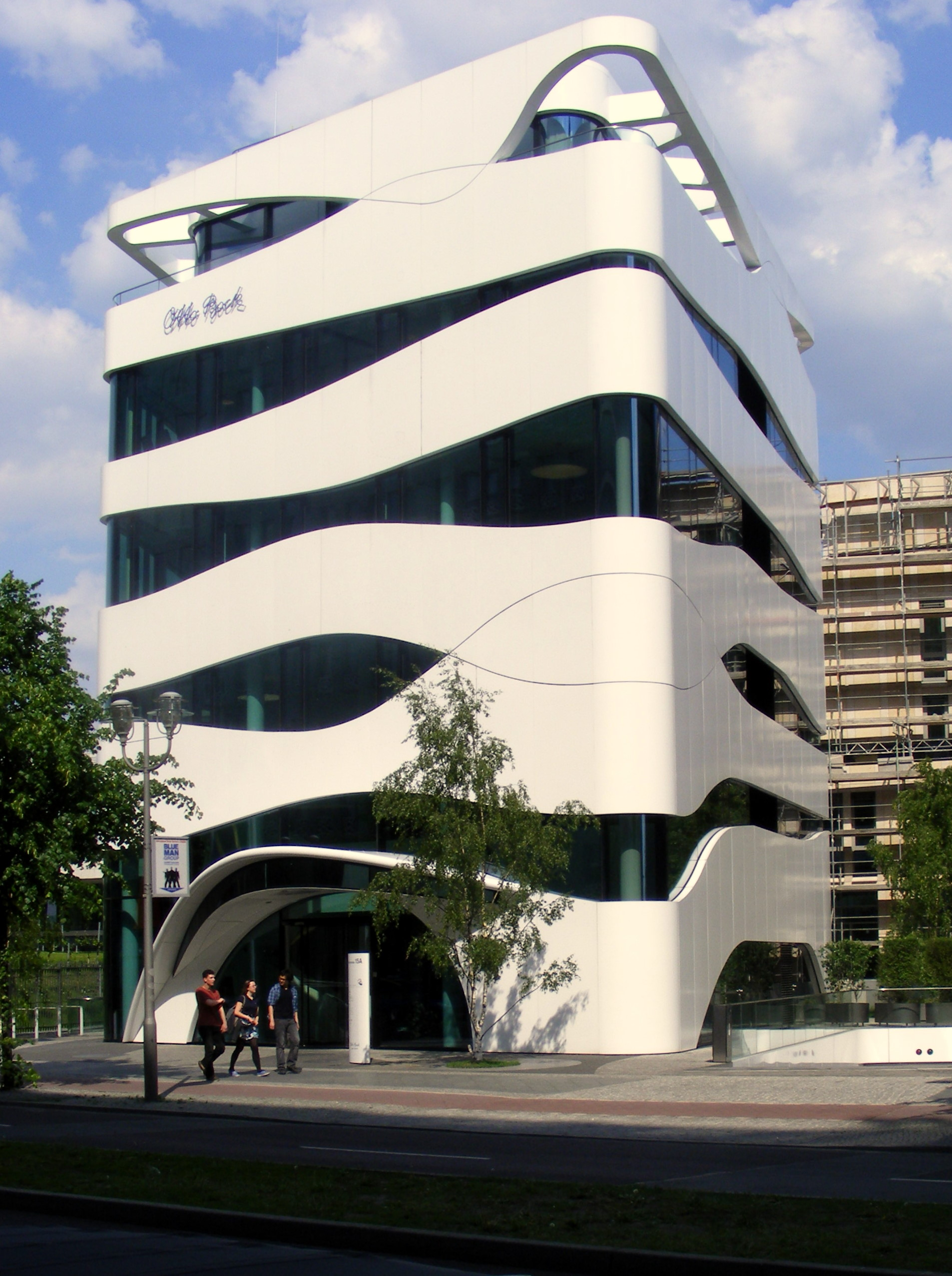
Науковий центр медичних технологій, Берлін.
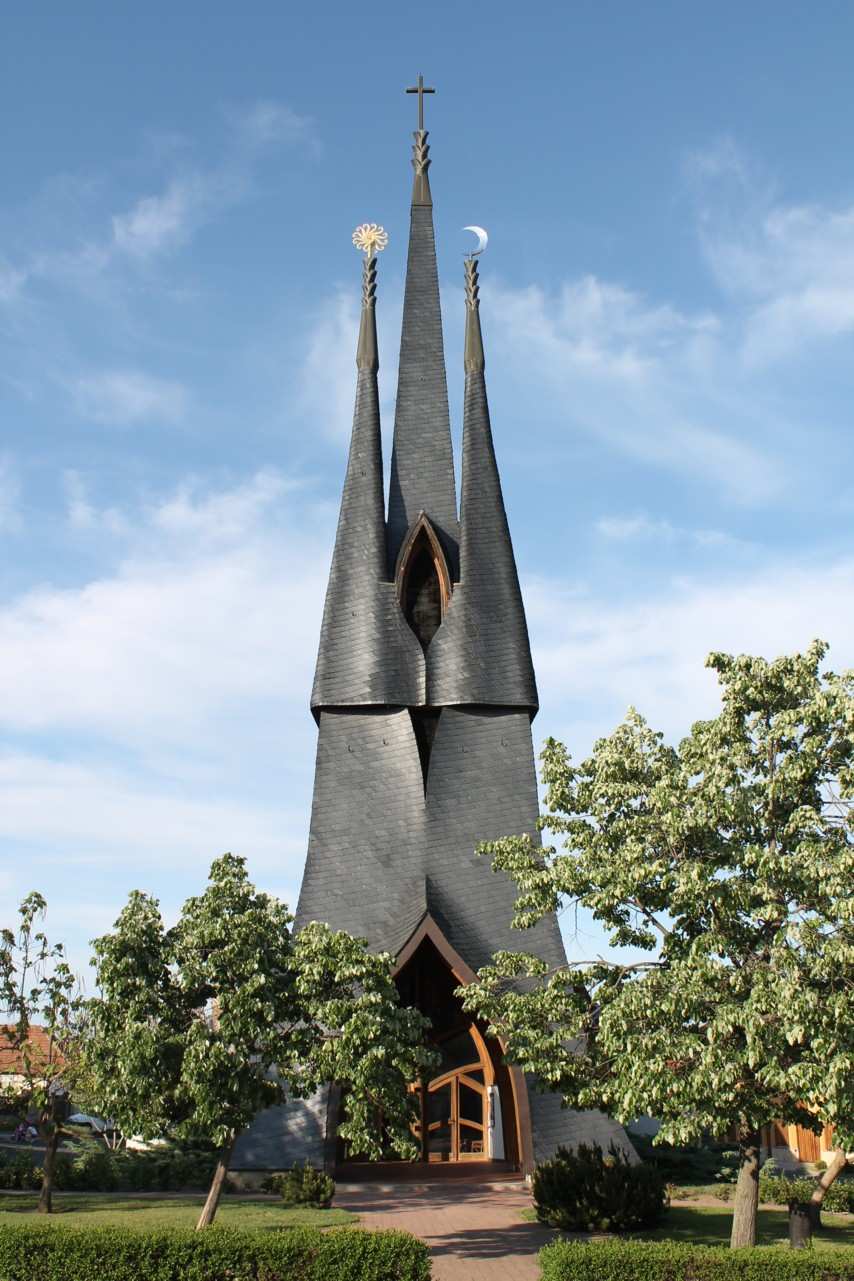
Арх. Імре Маковец. Католицька церква, Пакс, Угорщина
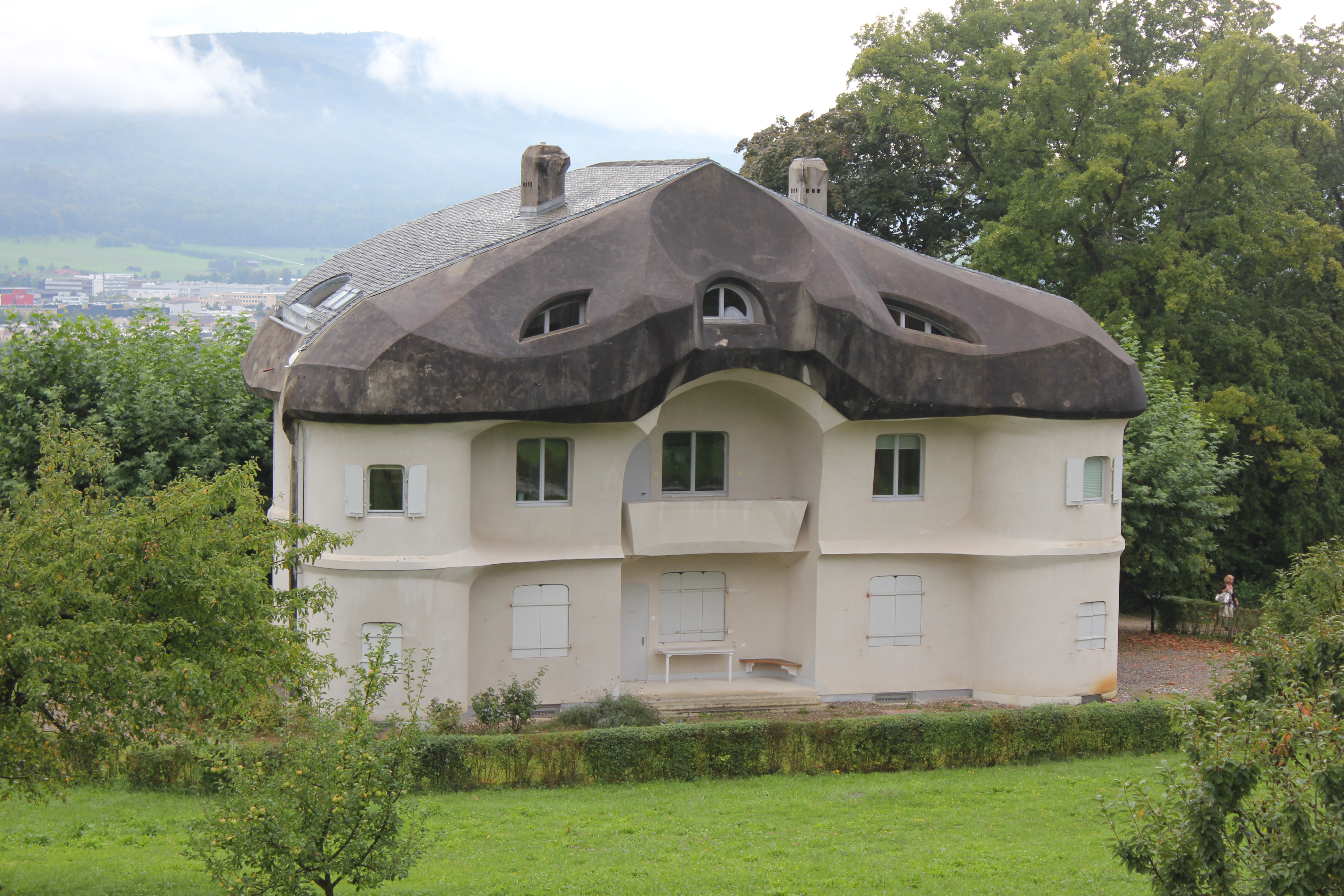
Будинок Дюльдек, Дорнах неподалік міста Базель, Швейцарія
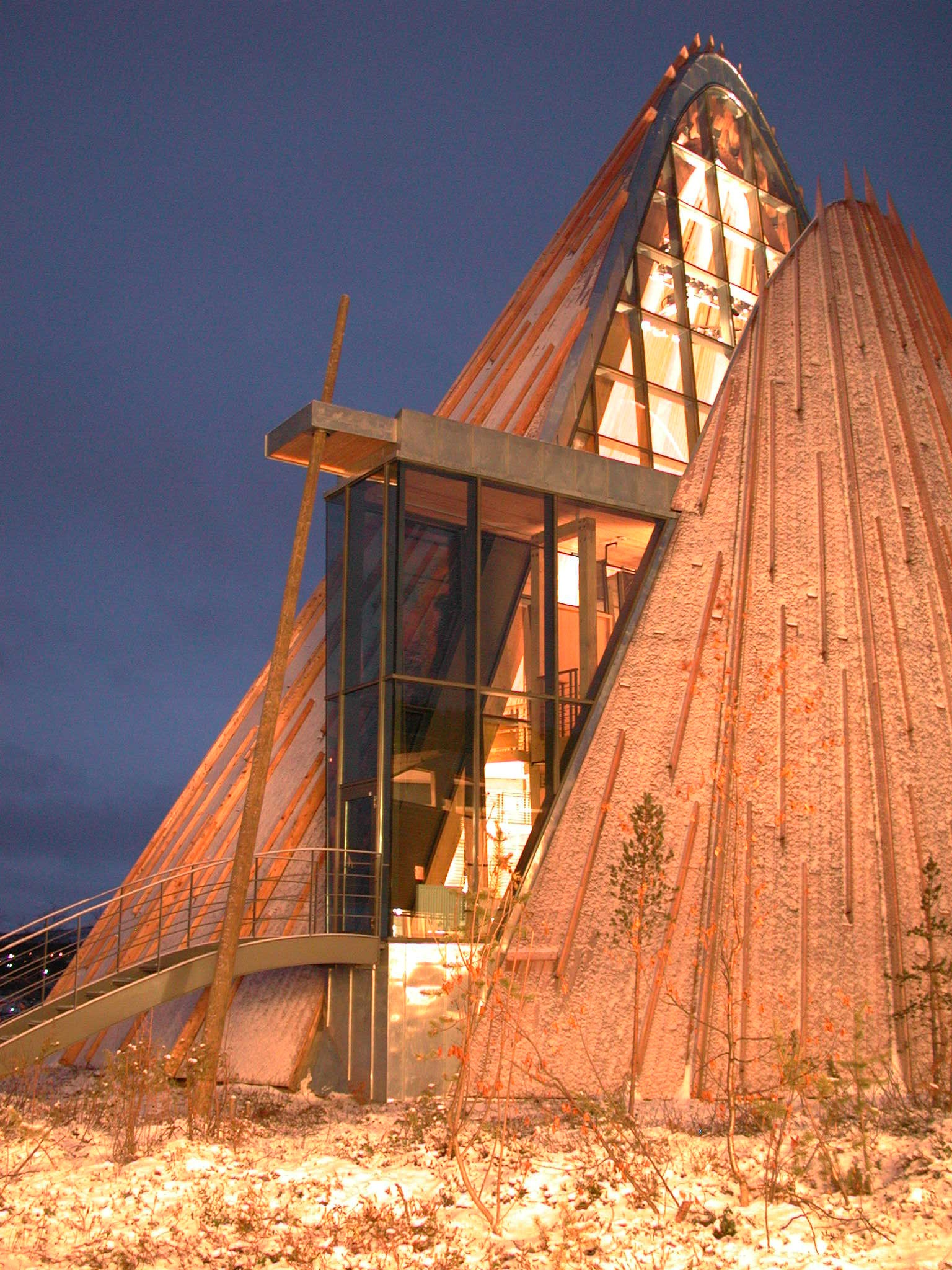
Норвегія, Парламент саамі.